# Brian Conacher
Brian Kennedy Conacher (* 31. August 1941 in Toronto Ontario) ist ein ehemaliger kanadischer Eishockeyspieler, -trainer und -funktionär, der in seiner aktiven Zeit von 1958 bis 1976 unter anderem für die Toronto Maple Leafs und Detroit Red Wings in der National Hockey League sowie die Ottawa Nationals in der World Hockey Association gespielt hat.

## Karriere
Brian Conacher begann seine Karriere als Eishockeyspieler in seiner Heimatstadt bei den Toronto Marlboros, für die er von 1958 bis 1962 in der kanadischen Juniorenliga Ontario Hockey Association aktiv war. In der Saison 1961/62 gab er zudem sein Debüt in der National Hockey League für die Toronto Maple Leafs, für die er bei seinem einzigen Saisoneinsatz punkt- und straflos blieb. Zudem absolvierte er drei Spiele für deren Farmteam Rochester Americans in der American Hockey League. Anschließend besuchte er ein Jahr lang die University of Western Ontario, für deren Eishockeymannschaft er parallel in der Ontario Universities Athletics Association spielte. Von 1963 bis 1965 nahm er mit dem Team Canada an der Vorbereitung auf die internationalen Turniere teil. Von 1965 bis 1968 stand er erneut für die Toronto Maple Leafs in der NHL und deren Farmteam Rochester Americans in der AHL auf dem Eis. Mit den Toronto Maple Leafs gewann er in der Saison 1966/67 den Stanley Cup. Zudem trat er als amtierender Meister mit seiner Mannschaft im NHL All-Star Game 1968 an.
Von 1968 bis 1971 bestritt Conacher erneut zahlreiche Testspiele für das Team Canada. Zur Saison 1971/72 kehrte er in die NHL zurück, in der er für die Detroit Red Wings in 22 Spielen drei Tore und eine Vorlage erzielte. Parallel bestritt er für deren Farmteam Fort Worth Wings insgesamt 47 Spiele in der Central Hockey League und erzielte dabei 31 Scorerpunkte, davon 16 Tore. Zur Saison 1972/73 wurde der Kanadier von den Ottawa Nationals aus der neu gegründeten World Hockey Association verpflichtet. Für diese erzielte er in insgesamt 74 Spielen neun Tore und 22 Vorlagen. Von 1973 bis 1975 war er Cheftrainer bei den Mohawk Valley Comets aus der North American Hockey League. In der Saison 1975/76 kehrte er für drei Spiele noch einmal selbst in der NAHL aufs Eis zurück, ehe er zur Saisonmitte erneut Cheftrainer bei den Mohawk Valley Comets wurde, mit denen er in der ersten Playoffrunde scheiterte.
Von 1976 bis 1978 war Conacher je ein Jahr lang General Manager bei den Indianapolis Racers und Edmonton Oilers aus der WHA. Später war er unter anderem verantwortlich für den Betrieb der Eishockeystadien Copps Coliseum und Maple Leaf Gardens.

### International
Für Kanada nahm Conacher an den Olympischen Winterspielen 1964 in Innsbruck und der Weltmeisterschaft 1965 teil.

## Erfolge und Auszeichnungen
- 1966 Calder-Cup-Gewinn mit den Rochester Americans
- 1967 Stanley-Cup-Gewinn mit den Toronto Maple Leafs
- 1968 Teilnahme am NHL All-Star Game

## Familie
Brian Conacher stammt aus einer Familie mit langjähriger Eishockeytradition. Sein Vater Lionel Conacher und seine Onkel Charlie Conacher und Roy Conacher waren ebenso professionelle Eishockeyspieler wie sein Cousin Pete Conacher.